# Stephen Ahorlu
Stephen Ahorlu (Kpandu, 5 settembre 1988) è un calciatore ghanese, di ruolo portiere.

## Carriera

### Club
Cresciuto nelle giovanili dell'Accra Hearts of Oak Sporting Club, è stato promosso in prima squadra nel 2010. Nello stesso anno è passato all'Heart of Lions,  diventando il portiere titolare e offrendo buone prestazioni tra i pali.

### Nazionale
Figura tra i 23 convocati del Ghana per il Mondiale 2010 in Sudafrica.